# باول د. ماكلين
باول د. ماكلين (بالإنجليزية: Paul D. MacLean)‏ هو عالم وظائف الأعضاء وطبيب وعالم أعصاب أمريكي، ولد في 1 مايو 1913 في مقاطعة أونتاريو في الولايات المتحدة، وتوفي في 26 ديسمبر 2007 في بوتوماك (ماريلند) في الولايات المتحدة.